# Eric Halfvarson
Eric F. Halfvarson (né à Aurora dans l'Illinois le 1er décembre 1951) est un chanteur d'opéra américain, basse. Il a notamment interprété les rôles du baron Ochs dans Der Rosenkavalier, Hagen dans le Götterdämmerung, Claggart dans Billy Budd, Sarastro dans Die Zauberflöte, etc.